# Шелон Олсен
Шелон Олсен (англ. Shallon Olsen, нар. 10 липня 2000, Ванкувер, Британська Колумбія) — канадська гімнастка. Учасниця Олімпійських ігор. Призерка чемпіонату світу та Панамериканських ігор.

## Біографія
Народилась в Ванкувері, Британська Колумбія, в родині Тоні Олсена та Джейн Чоу-Олсен, має старшого брата Чейза.
Вивчає психологію в Університеті Алабами.

## Спортивна кар'єра
З трьох років відвідує секцію спортивної гімнастики.

#### 2016
На Олімпійські ігри 2016 в Ріо-де-Жанейро, Бразилія, була наймолодшою учасницею збірної Канади. В команді посіла дев'яте місце, а в фіналі опорного стрибка була восьмою.

#### 2017
На чемпіонаті світу, що проходив у жовтні в Монреалі, в фіналі опорного стрибка була сьомою.

#### 2018
В Досі, Катар, на чемпіонаті світу в команді посіла четверте місце та повторила найкращий результат канадських гімнасток на чемпіонатах світу, виборовши срібну нагороду в опорному стрибку.

#### 2019
На Панамериканських іграх в Лімі здобула срібло в командній першості та бронзу в опорному стрибку.
На чемпіонаті світу 2019 року у командному фіналі разом з Бруклін Мурс, Еллі Блек, Вікторією Ву та Енн-Марі Падурару посіли сьоме місце, що дозволило здобули командну олімпійську ліцензію на Літні Олімпійські ігри 2020 у Токіо, Японія. В фіналі опорного стрибка зупинилась за крок від п'єдесталу.

## Результати на турнірах
| Рік  | Змагання                            | КБ | ІБ | Опорний стрибок | Різновисокі бруси | Колода | Вільні вправи |
| ---- | ----------------------------------- | -- | -- | --------------- | ----------------- | ------ | ------------- |
| 2016 | Олімпійські ігри                    | 9  |    | 8               |                   |        |               |
| 2017 | Чемпіонат світу                     |    |    | 7               |                   |        |               |
| 2018 | Чемпіонат світу                     | 4  |    | 2               |                   |        |               |
| 2019 | Панамериканські ігри                | 2  |    | 3               |                   |        |               |
| 2019 | Чемпіонат світу                     | 7  |    | 4               |                   |        |               |
| 2021 | Канадське технічне випробовування 1 |    | 4  | 1               |                   |        |               |
| 2021 | Олімпійські ігри                    |    |    | 7               |                   |        |               |
| 2024 | Олімпійські ігри                    | 5  |    | 8               |                   |        |               |